# Tomoko Igata
Tomoko Igata (japonès: 井形とも子)  (Tòquio, 30 d'octubre de 1965), coneguda també com a Tomo Igata, és una antiga pilot professional de motociclisme de velocitat japonesa. Va prendre part als Grans Premis del campionat del món entre el 1992 i el 1995. Igata destaca per ser la segona dona, després de Taru Rinne, a haver competit a temps complet als Grans Premis de motociclisme. El 2016 va ser nomenada FIM Legend per la seva carrera pionera en el motociclisme femení.

## Trajectòria esportiva
Igata va competir al campionat del Japó de motociclisme en la classe de 125cc de 1991 a 1993, acabant entre els 10 primers cada any. El 1992 va debutar en competició internacional com a pilot "wild card" al Gran Premi del Japó, a Suzuka, i va superar la traïdora pista humida acabant-hi en vintena plaça i captant l'atenció dels mitjans de comunicació.
El 1994 es va comprometre amb l'equip FCC Technical Sports per a una temporada completa al mundial de 125cc pilotant una Honda RS125. Igata va obtenir només començar dos punts a la primera cursa, el Gran Premi d'Austràlia, i va fer una cursa impressionant a Suzuka, però es va lesionar en un accident al Gran Premi d'Àustria i va ser substituïda pel seu company d'equip al campionat japonès Tomomi Manako. Cap al final de la temporada va tornar i va poder acabar vint-i-vuitena al Campionat.
Durant la temporada de 1995 va aconseguir com a millor resultat un setè lloc al Gran Premi de la República Txeca després d'haver ocupat el cinquè lloc durant la cursa; la posició més alta per a una dona en la història del campionat del món. Va acabar la temporada al vintè lloc.
El 1996, Igata es va tornar a centrar en les curses de 125cc japoneses, aquesta vegada sense cap altre èxit destacable.